# Bruchbude (Band)
Bruchbude (Eigenschreibweise: BRUCHBUDE) ist eine 2024 in Dortmund gegründete deutschsprachige Indie-Pop-Band. Sie ging aus dem Zwillingsduo Finn & Jonas hervor und besteht aus den Brüdern Finn und Jonas Ulrich sowie Luis Melo (Bass) und Yuto (Keyboard).

## Geschichte
Die Zwillinge Finn und Jonas Ulrich veröffentlichten ab 2016 unter dem Namen Finn & Jonas mehrere Singles und gingen 2023 mit ihrem Debütalbum Kiosk (November 2023) erstmals auf Deutschlandtour.
Ende 2024 stellten die Brüder ihr Projekt breiter auf, holten feste Mitmusiker hinzu und benannten sich in Bruchbude um. Der neue Name erinnert an eine Gartenlaube, die sie zu einem improvisierten Heimstudio umgebaut hatten.
Am 21. März 2025 erschien über Roof Records das zweite Studioalbum eigentlich perfekt, das von der Fachpresse positiv aufgenommen wurde und eine Nominierung für den nordrhein-westfälischen Popkultur-Förderpreis „popNRW-Preis“ erhielt. Vom Campusradio Jena wurde es als „Album der Woche“ ausgezeichnet. Begleitend ging die Band im Frühjahr 2025 auf ihre erste Club-Tour unter dem Titel „Live und in Farbe“ durch Deutschland.

## Stil
PopNRW beschreibt Bruchbude als „authentischen, rauen Indie-Pop mit lauten E-Gitarren und mitreißenden Melodien“; Strobo verortet den Sound als „synthielastigen Indie-Rock“, der live besondere Energie entfalte.

## Diskografie
- 2023: Kiosk (als Finn & Jonas, Album, Eigenvertrieb / Roof Records)
- 2025: eigentlich perfekt (Album, Roof Records)

## Nominierung
- 2024: Nominierung popNRW-Preis, Kategorie „Outstanding Artists“[3]